# Arctia deficiens
Arctia deficiens là một loài bướm đêm thuộc phân họ Arctiinae, họ Erebidae.